# Вальтер Кайзер
Вальтер Кайзер (фр. Walter Kaiser, 2 листопада 1907, Нойвід — 25 лютого 1982, Ренн) — французький футболіст, що грав на позиції нападника, зокрема за «Ренн».

## Ігрова кар'єра
У дорослому футболі дебютував 1926 року виступами за команду «Нойвід», у якій провів чотири сезони. 
1930 року перейшов до клубу «Ренн», за який відіграв заключні вісім сезонів своєї кар'єри. У складі «Ренна» був одним з головних бомбардирів команди, маючи середню результативність на рівні 0,56 гола за гру першості. У першому для професійного французького футболу сезоні 1932/33 відзначився 15-ма забитими голами, ставши разом із Робером Мерсьє найкращим бомбардиром французької першості.
Помер 25 лютого 1982 року на 75-му році життя у місті Ренн.

## Титули і досягнення

### Особисті
- Найкращий бомбардир чемпіонату Франції (1):

1932-1933 (15 голів)